# كارول أشبي
كارول أشبي (بالإنجليزية: Carole Ashby)‏ هي ممثلة بريطانية، ولدت في 23 مارس 1955 في كانوك ‏ في المملكة المتحدة.

## أعمال

### أفلام
- (1983) الأخطبوطي[6]

## وصلات خارجية
- كارول أشبي على موقع IMDb (الإنجليزية)
- كارول أشبي على موقع ألو سيني (الفرنسية)
- كارول أشبي على موقع أول موفي (الإنجليزية)
- كارول أشبي على موقع قاعدة بيانات الأفلام السويدية (السويدية)
- كارول أشبي على موقع قاعدة بيانات الفيلم (الإنجليزية)
- كارول أشبي على موقع كينوبويسك (الروسية)